# Rio Poguba
Rio Poguba är ett vattendrag i Brasilien.   Det ligger i delstaten Mato Grosso, i den centrala delen av landet, 800 km väster om huvudstaden Brasília.
I omgivningarna runt Rio Poguba växer i huvudsak städsegrön lövskog. Runt Rio Poguba är det mycket glesbefolkat, med 2 invånare per kvadratkilometer.